# Allan Salmi
Bror Allan Salmi, ogift Johansson, född 24 augusti 1932 i Långseruds socken, Värmlands län, är en svensk författare, föreläsare och pensionerad rektor som är känd för sitt mångåriga arbete inom Gustaf Fröding-sällskapet och mottagare av Frödingmedaljen 2012.
Salmi växte upp i Stömne i Stavnäs socken där fadern arbetade som hästhandlare, skogsarbetare och arrendator. Som ung dräng arbetade han med att sko och sela hästar vid Sölje Herrgård i Glava utanför Arvika.
Salmi studerade i Göteborg och är utbildad folkskollärare och psykolog. Han arbetade som rektor i Säffle kommun i över 30 år.
Han är författare till boken Fröding för ôss värmlänninger (2015). Samma år släpptes hans bok Ida Bäckmann : en märklig kvinna och författarinna, om den svenska författarinnan Ida Bäckmann, vars bok anses ha gett en rättvis bild och upprättelse om henne som människa.

## Priser och utmärkelser
- 2012 - Frödingmedaljen